# Taisiia Nakonechna
Taisiia Nakonechna (Zaplitna) is een Oekraïense dichteres, schrijfster, uitgever, consultant, auteursmentor, publieke figuur, vertaalster, kunstenares en cultuurmanager. Ze is oprichter en hoofdredacteur van Parasolia Publishing.

## Biografie
Taisiia Nakonechna werd geboren in 1985 in het dorp Kroehlik, district Khotynsky (nu Dnistrovsky), oblast Tsjernivtsi, Oekraïne. Haar moeder werkte in de gezondheidszorg, haar vader was een worsteltrainer, leraar en ondernemer.

### Opleiding
Nakonechna volgde haar lager en middelbaar onderwijs in Kroehlik en ging nadien studeren aan het Gemeentelijk Lyceum van Kamjanets-Podilsky, waar ze zich specialiseerde in filologie. Ze studeerde af aan de Faculteit Vreemde Talen van de Nationale Universiteit van Tsjernivtsi, vernoemd naar Joeri Fedkovitsj.
Na haar studie gaf ze les in de Engelse taal en taalkunde aan de Afdeling Communicatieve Taalkunde en Vertaling, waar ze ook dienst deed als adjunct-decaan voor onderwijszaken. Ze voltooide haar postgraduaat aan de Afdeling Engelse Taal aan dezelfde universiteit.
Ze studeerde Nederlands aan de Universiteit Gent en volgde kunstonderwijs aan de Academie Sint-Lucas in Gent.

## Literaire carrière
Nakonechna schrijft sinds haar jeugd. Ze won meerdere literaire prijzen, waaronder een onderscheiding van de Jonge Academie van Wetenschappen in Kyiv in 2002. In 2003 won ze de literaire prijs voor jonge auteurs vernoemd naar Vadym Koval in Tsjernivtsi, het jaar waarin ook haar eerste dichtbundel Bezrichchia (Dingloosheid) verscheen.
Ze was actief lid van de Jeugdkunstvereniging "Sokil" in Tsjernivtsi, nam deel aan literaire lezingen en performances, en organiseerde talrijke literaire evenementen. Ze was jurylid van de Ivan Iov Poëziewedstrijd (Kamjanets-Podilsky, 2004). Haar werk verscheen in onder andere Boekovynsky Journal, Universitetsky Visnyk, het online platform Insha Literatura, en in bloemlezingen zoals Overwonnen en 70 Verzen.
Van 2010 tot 2017 legde ze haar literaire werk stil. In 2015 begon ze te schilderen en in 2017 hervatte ze haar artistieke carrière aan de Academie Sint-Lucas. Dat jaar verscheen haar bundel Solovyi z Shaolinia (Nachtegalen van Shaolin)  bij uitgeverij Lileya-NV. In 2018 volgden Bezrichchia 2.0 en Zhittia pid Parasoleiu (Onder Mijn Paraplu) bij Uitgeverij 21.
In 2021 verscheen haar vertaling van de Belgische dichter Alain van Clooster: Platte kaas met alsem. In 2022 werd haar vertaling van de stedelijke legende van Mechelen Maneblusser gepubliceerd in België, Mechelen. Datzelfde jaar bracht Parasolia Publishing haar verhalenbundel To See Paris uit, met aanbevelingen van Rostyslav Semkiv en Tetiana Vlasova.
In 2024 werd haar kortverhaal gepubliceerd in de bloemlezing Perestupy (Overtredingen) bij Pabulum. In het najaar van 2024 verscheen haar poëziebundel Kerygma bij een van de grootste Oekraïense uitgeverijen, Old Lion Publishing House.
Haar werk werd gepresenteerd op literaire evenementen zoals het BoekArsenaal (Kyiv), het BookForum Lviv, Kyiv Book Fest, en op internationale boekenbeurzen in Praag, Krakau, Katowice, Wrocław, Frankfurt, Londen, Bratislava en Göteborg.

### Beeldende kunst
In 2015 begon Nakonechna te schilderen en startte in 2016 haar opleiding aan de Academie Sint-Lucas in Gent. Ze organiseert af en toe openluchtateliers en workshops schilderen en tekenen.

### Parasolia Publishing[5]
In maart 2021 richtte Nakonechna Parasolia Publishing op, een uitgeverij die zich richt op Oekraïense auteurs. Tussen 2021 en 2024 publiceerde de uitgeverij meer dan 20 titels.
Boeken van Parasolia wonnen prijzen zoals “Beste Boekontwerp – 2022” van Mystetskyi Arsenal en werden aanbevolen door PEN Oekraïne en de prijs "Boek van het Jaar." Werken van de uitgeverij werden vertaald in het Pools, Duits, Grieks en Engels.

## Publieke activiteit
Nakonechna was actief betrokken bij de Oranje Revolutie en de Revolutie van de Waardigheid in Oekraïne. Na de grootschalige invasie van Rusland in 2022 hielp zij met de oprichting van een crisishoofdkwartier in Gent en het informatieplatform Ukrainian Refugee Committee in Belgium.
Van 2005 tot 2006 was ze PR-verantwoordelijke bij de NGO “Clean Ukraine.” Sinds 2005 is ze lid van Plast, de Nationale Scoutsorganisatie van Oekraïne, waar ze onder meer hoofd was van de afdeling in Tsjernivtsi en leider was van het jeugdkoor nr. 74, genoemd naar Iryna Wilde. Ze kreeg de hoogste onderscheiding voor volwassen scouts: de Orde van Sint-Joris in brons. Vandaag is ze actief bij Plast België, waar ze werkt met jongeren en eerder met kleuters (Ptashata).
Ze werkt momenteel aan de oprichting van een platform voor interculturele uitwisseling in België.

### Politieke activiteit
In 2024 stelde Taisiia Nakonechna zich kandidaat voor de gemeenteraad van Gent op de lijst van de zittende burgemeester, Voor Gent, op plaats 39. Hoewel ze niet verkozen werd, behaalde ze 606 persoonlijke voorkeurstemmen – een opmerkelijk resultaat voor een nieuwe kandidate.